# Steam Controller

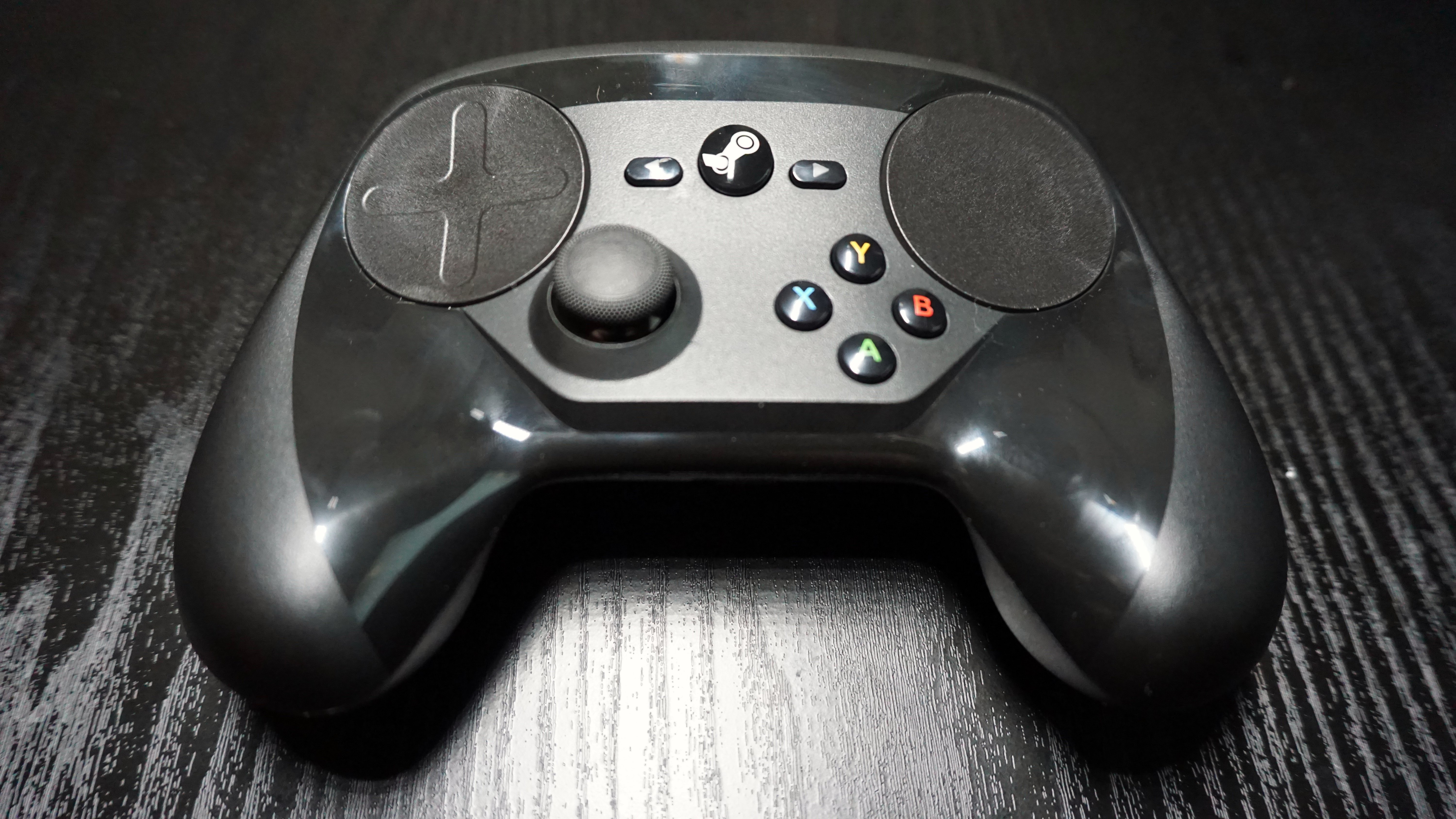
Frontansicht

Der Steam Controller ist ein Gamecontroller von Valve, der für das Zusammenspiel mit der digitalen Distributionsplattform Steam und den Steam Machines Spielekonsolen entwickelt wurde.

## Entwicklung
Erste Konzepte sahen ausschließlich zwei Touchpads vor. Später wurden Richtungstasten hinzugefügt und die Funktionstasten ebenfalls kreuzförmig angeordnet.

## Funktionen
Von anderen zeitgenössischen Gamepads hebt sich der Steam Controller durch zwei Touchpads ab, die entweder einen weiteren Analog-Stick oder in der Art eines Trackball Eingaben einer Computermaus emulieren. Ferner besitzt der Steam Controller einen Einschaltknopf, vier Aktionstasten, Knöpfe für Start/Select sowie einen traditionellen Analogstick für den linken Daumen, zwei Schultertasten, zwei analoge Schultertrigger und zwei weitere Knöpfe auf der Rückseite für den Ringfinger. Zudem ist ein Gyroskop verbaut. Eine kabellose Funktionalität über Bluetooth wurde über ein Update freigeschaltet.

## Rezeption
Das Layout wurde als innovativ bezeichnet, da es sich an keinem bestehenden Layout orientiere. Die Kronen Zeitung gab an, dass Einstellzeit nötig sei. Dem Tester gefiel das haptische Feedback. Kunden warfen Valve auf Reddit jedoch vor zu wenig Engagement bei der Erstellung offizieller Profile zu populären Titeln auf der hauseigenen Plattform bereitgestellt zu haben. Die golem.de Redaktion bemängelte zudem, dass auf Maus-Steuerung ausgelegte Titel wie Echtzeit-Strategiespiele oder MOBA aufgrund fehlender Präzision und Spielgeschwindigkeit nicht sinnvoll gesteuert werden können. Auch Rennspiele steuerten sich schlechter. Eine Force Feedback Funktion fehle. In langsameren Titel wie Rundenstrategiespielen oder beim Tippen von Texten offenbare es seine Stärken. Die Süddeutsche Zeitung resümierte ebenfalls, dass Maus und Tastatur für PC-Spiele nicht ersetzt werden konnten.
Die Produktion wurde 2019 eingestellt. Die Restbestände wurden verramscht. Der Steam-Controller konnte sich auf der Valve eigenen Plattform Steam nicht durchsetzen. Selbst wenn man das Steam Deck einrechnet, lag der Marktanteil bei 10 %. Beliebtestes Gamepad war der Xbox-Controller gefolgt von dem DualShock.

## Nachfolger
Der Nachfolger Horipad for Steam trägt das Steam-Logo, stammt jedoch von Hori und ist dem Xbox Wireless Controller nachempfunden. Er erschien zunächst ausschließlich in Japan und am 16. Dezember 2024 in den USA.
Der Steam Controller 2 trägt den Codenamen Ibex. Er kombiniert zwei Trackpads, zwei Analogsticks, ein Steuerkreuz und eine ABXY-Tastenanordnung.